# Alps Hockey League 2024-2025
L'Alps Hockey League 2024-2025 è stata la nona stagione organizzata dall'Alps Hockey League (acronimo AHL), torneo sovranazionale fondato nel 2016 che vede iscritti team italiani, austriaci, sloveni e - per la prima volta in questa stagione - croati.

## Squadre
Il numero di squadre iscritte è sceso a tredici. 
Allo scadere delle iscrizioni, fissata per il 16 febbraio 2024, la lega rese noto che delle sedici squadre iscritte al campionato 2023-24, quattordici avevano perfezionato l'iscrizione al torneo successivo: avevano rinunciato il Lustenau e la seconda squadra del KAC, il KAC Future Team, che partecipavano alla lega fin dalla prima stagione. Aveva invece presentato domanda di iscrizione il KHL Sisak, prima volta per una squadra croata: il direttivo della lega si prese alcune settimane di tempo per analizzare la richiesta. A metà marzo tuttavia, anche i Fassa Falcons annunciarono la decisione di non iscrivere la squadra al torneo successivo.
A metà aprile venne confermata la presenza dei croati del Sisak, che portarono quindi a 14 le squadre iscritte al torneo 2024-25. A poco più di un mese dall'inizio del campionato, il 30 luglio 2024, la seconda squadra del Linz annunciò che, per motivi economici, non avrebbe preso parte al torneo, lasciando così iscritte solamente 13 compagini.
| Club                       | Paese    | Regione             | Città                | Arena                        | Capacità    | Esordio in AHL |
| -------------------------- | -------- | ------------------- | -------------------- | ---------------------------- | ----------- | -------------- |
| Red Bull Hockey Juniors    | Austria  | Salisburghese       | Salisburgo           | Eisarena Salzburg            | 3.200       | 2016-17        |
| EK Zell am See             | Austria  | Salisburghese       | Zell am See          | Eishalle Zell am See         | 3.200       | 2016-17        |
| EC Kitzbühel               | Austria  | Tirolo              | Kitzbühel            | Sportpark Kapserbrücke       | 1.700       | 2016-17        |
| EHC Bregenzerwald          | Austria  | Vorarlberg          | Dornbirn             | Messestadion Dornbirn        | 4.270       | 2016-17        |
| SG Cortina                 | Italia   | Veneto              | Cortina d'Ampezzo    | Stadio Olimpico del Ghiaccio | 2.700       | 2016-17        |
| HC Merano                  | Italia   | Trentino-Alto Adige | Merano               | MeranArena                   | 3.500       | 2021-22        |
| WSV Sterzing Broncos       | Italia   | Trentino-Alto Adige | Vipiteno             | Weihenstephan Arena          | 1.700 2.500 | 2016-17        |
| Ritten Sport               | Italia   | Trentino-Alto Adige | Collalbo             | Arena Ritten                 | 1.200       | 2016-17        |
| HC Gherdëina               | Italia   | Trentino-Alto Adige | Selva di Val Gardena | Pranives                     | 2.000       | 2016-17        |
| Hockey Unterland Cavaliers | Italia   | Trentino-Alto Adige | Egna                 | WürthArena                   | 1.200       | 2022-23        |
| HK Celje                   | Slovenia | Savinjska           | Celje                | Mestni Park                  | 700         | 2023-24        |
| HDD Jesenice               | Slovenia | Alta Carniola       | Jesenice             | Športna dvorana Podmežakla   | 5.500       | 2016-17        |
| KHL Sisak                  | Croazia  | Sisak e Moslavina   | Sisak                | Ledena dvorana Zibel         | 1.960       | esordiente     |

## Formula
La diminuzione delle squadre ha comportato alcune modifiche alla formula. 
La regular season si disputerà con un girone di andata e ritorno, cui si aggiungerà un altro girone di andata, per un totale di 36 incontri per ciascuna squadra.
Le prime 5 classificate al termine della prim fase avranno accesso al Master Round e saranno certe della qualificazione ai play-off. Le restanti 8 squadre verranno suddivise in due gironi di Qualification Round da quattro squadre. Tutti e tre i gironi della seconda fase si giocheranno con partite di ndata e ritorno.
Avranno accesso ai pre-playoff le prime tre squadre dei due gironi di Qualification Round. Le vincitrici di questi scontri, che saranno disputati al meglio dei tre incontri, raggiungeranno ai play-off le 5 compagini del Master Round. Quarti di finale, semifinali e finale saranno giocati con serie al meglio dei 7 incontri.

## Campionati nazionali
Come di consueto, gli incontri della regular season fra le squadre italiane sono validi come qualificazione alle final four che assegnano lo scudetto della Italian Hockey League - Serie A, mentre quelle fra squadre austriache per la qualificazione alla finale che assegna il titolo austriaco di seconda serie.

### Italian Hockey League - Serie A

#### Qualificazione
La classifica di qualificazione tiene conto dei soli incontri disputati fra squadre italiane nel corso del primo girone di andata e ritorno della regular season.
| Pos. | Squadra             | Pt | G  | V | VOT | POT | P | GF | GS | DR  |
| ---- | ------------------- | -- | -- | - | --- | --- | - | -- | -- | --- |
| 1.   | Cortina             | 23 | 10 | 6 | 1   | 3   | 0 | 40 | 26 | +14 |
| 2.   | Ritten-Renon        | 21 | 10 | 4 | 4   | 1   | 1 | 48 | 38 | +10 |
| 3.   | Merano              | 15 | 10 | 2 | 4   | 1   | 3 | 31 | 30 | +1  |
| 4.   | Gherdëina           | 11 | 10 | 2 | 2   | 1   | 5 | 24 | 32 | -8  |
| 5.   | Vipiteno Broncos    | 10 | 10 | 3 | 0   | 1   | 6 | 27 | 33 | -6  |
| 6.   | Unterland Cavaliers | 10 | 10 | 1 | 1   | 5   | 3 | 28 | 39 | -11 |

#### Final Four
|  | Semifinali | Semifinali   | Semifinali   | Semifinali | Semifinali |  |  | Finale | Finale       | Finale       | Finale | Finale |  |
|  |            |              |              |            |            |  |  |        |              |              |        |        |  |
|  | 1          | Cortina      | Cortina      | 5          | 4          |  |  |        |              |              |        |        |  |
|  | 4          | Gherdëina    | Gherdëina    | 0          | 0          |  |  | 1      | Cortina      | Cortina      | 5†     | 3      |  |
|  | 2          | Ritten-Renon | Ritten-Renon | 6†         | 5          |  |  | 2      | Ritten-Renon | Ritten-Renon | 4      | 0      |  |
|  | 3          | Merano       | Merano       | 5          | 3          |  |  |        |              |              |        |        |  |

Legenda:
† = partita terminata ai tempi supplementari
Il Cortina ha vinto il suo diciottesimo scudetto.

### Campionato austriaco di seconda serie

#### Classifica al termine della regular season
| Pos. | Squadra       | Pt | G | V | VOT | POT | P | GF | GS | DR  |
| ---- | ------------- | -- | - | - | --- | --- | - | -- | -- | --- |
| 1.   | Kitzbühel     | 17 | 6 | 5 | 1   | 0   | 0 | 33 | 11 | +22 |
| 2.   | Zell am See   | 10 | 6 | 3 | 0   | 1   | 2 | 15 | 10 | +5  |
| 3.   | RB Hockey Jr. | 8  | 6 | 2 | 1   | 0   | 3 | 11 | 22 | -11 |
| 4.   | Bregenzerwald | 1  | 6 | 0 | 0   | 1   | 5 | 10 | 26 | -16 |

#### Finale
|  | Finale |             |   |   |   |  |
|  |        |             |   |   |   |  |
|  | 1      | Kitzbühel   | 3 | 2 | 5 |  |
|  | 2      | Zell am See | 1 | 0 | 1 |  |

Il Kitzbühel ha vinto per la prima volta il titolo austriaco di seconda serie.

## Regular season

### Classifica
| Pos. | Squadra             | Pt | G  | V  | VOT | POT | P  | GF  | GS  | DR  |
| ---- | ------------------- | -- | -- | -- | --- | --- | -- | --- | --- | --- |
| 1.   | Zell am See         | 76 | 36 | 22 | 4   | 2   | 8  | 124 | 86  | +38 |
| 2.   | Ritten-Renon        | 73 | 36 | 21 | 4   | 2   | 9  | 144 | 99  | +45 |
| 3.   | HDD Jesenice        | 72 | 36 | 19 | 7   | 1   | 9  | 133 | 84  | +49 |
| 4.   | Kitzbühel           | 68 | 36 | 20 | 4   | 0   | 12 | 155 | 98  | +57 |
| 5.   | Cortina             | 60 | 36 | 16 | 2   | 8   | 10 | 108 | 100 | +8  |
| 6.   | Vipiteno Broncos    | 59 | 36 | 17 | 3   | 2   | 14 | 122 | 103 | +19 |
| 7.   | KHL Sisak           | 54 | 36 | 16 | 1   | 4   | 15 | 125 | 114 | +11 |
| 8.   | Unterland Cavaliers | 51 | 36 | 12 | 4   | 7   | 13 | 105 | 123 | -18 |
| 9.   | Merano              | 43 | 36 | 10 | 5   | 3   | 18 | 96  | 133 | -37 |
| 10.  | RB Hockey Jr.       | 39 | 36 | 10 | 3   | 3   | 20 | 86  | 129 | -43 |
| 11.  | Celje               | 37 | 36 | 9  | 3   | 4   | 20 | 101 | 142 | -41 |
| 12.  | Bregenzerwald       | 35 | 36 | 10 | 1   | 3   | 22 | 87  | 126 | -39 |
| 13.  | Gherdëina           | 35 | 36 | 8  | 6   | 5   | 20 | 89  | 138 | -49 |

Criteri in caso di arrivo a pari punti:
Punti ottenuti, miglior differenza reti e maggior numero di reti segnate negli scontri diretti ed eventualmente maggior numero di vittorie complessive determinano il piazzamento in classifica in caso di eguale punteggio.
Legenda:

      Ammesse al master round
      Ammesse al girone di qualificazione A
      Ammesse al girone di qualificazione B

## Seconda fase

### Master round
Le squadre hanno iniziato con un bonus in base alla posizione raggiunta al termine della regular season: 4 punti per lo Zell am See, 3 per il Renon, 2 per lo Jesenice, 1 per il Kitzbuhel, nessuno per il Cortina.

#### Classifica
| Pos. | Squadra      | Pt | G | V | VOT | POT | P | GF | GS | DR  |
| ---- | ------------ | -- | - | - | --- | --- | - | -- | -- | --- |
| 1.   | Zell am See  | 23 | 8 | 5 | 2   | 0   | 1 | 26 | 19 | +7  |
| 2.   | Ritten-Renon | 15 | 8 | 3 | 1   | 1   | 3 | 29 | 26 | +3  |
| 3.   | Kitzbühel    | 15 | 8 | 3 | 1   | 3   | 1 | 27 | 24 | +3  |
| 4.   | HDD Jesenice | 11 | 8 | 2 | 1   | 1   | 4 | 23 | 23 | 0   |
| 5.   | Cortina      | 6  | 8 | 2 | 0   | 0   | 6 | 21 | 34 | -13 |

### Girone di Qualificazione A
Le squadre hanno iniziato con un bonus in base alla posizione raggiunta al termine della regular season: 3 punti per il Vipiteno, 2 per il Merano, 1 per i Red Bull Hockey Junior e nessuno per il Gherdëina

#### Classifica
| Pos. | Squadra          | Pt | G | V | VOT | POT | P | GF | GS | DR  |
| ---- | ---------------- | -- | - | - | --- | --- | - | -- | -- | --- |
| 1.   | Merano           | 18 | 6 | 4 | 2   | 0   | 0 | 22 | 13 | +9  |
| 2.   | Vipiteno Broncos | 16 | 6 | 4 | 0   | 1   | 1 | 23 | 13 | +10 |
| 3.   | Gherdëina        | 4  | 6 | 1 | 0   | 1   | 4 | 17 | 24 | -7  |
| 4.   | RB Hockey Jr.    | 4  | 6 | 0 | 1   | 1   | 4 | 12 | 24 | -12 |

Legenda:

      Qualificate ai pre-play-off

### Girone di qualificazione B
Le squadre hanno iniziato con un bonus in base alla posizione raggiunta al termine della regular season: 3 punti per il KHL Sisak, 2 per gli Unterland Cavaliers, 1 per il Celje e nessuno per il Bregenzerwald.

#### Classifica
| Pos. | Squadra             | Pt | G | V | VOT | POT | P | GF | GS | DR |
| ---- | ------------------- | -- | - | - | --- | --- | - | -- | -- | -- |
| 1.   | Bregenzerwald       | 13 | 6 | 3 | 2   | 0   | 1 | 23 | 18 | +5 |
| 2.   | Celje               | 10 | 6 | 2 | 1   | 1   | 2 | 16 | 21 | -5 |
| 3.   | KHL Sisak           | 10 | 6 | 2 | 0   | 1   | 3 | 22 | 21 | +1 |
| 4.   | Unterland Cavaliers | 9  | 6 | 2 | 0   | 1   | 3 | 17 | 18 | -1 |

Legenda:

      Qualificate ai pre-play-off

## Pre play-off

### Tabellone
|  | Pre-playoff 1 |           |           |    |   |  |
|  |               |           |           |    |   |  |
|  | 1A            | Merano    | Merano    | 4† | 2 |  |
|  | 3B            | KHL Sisak | KHL Sisak | 3  | 0 |  |

|  | Pre-playoff 2 |                  |   |   |   |  |
|  |               |                  |   |   |   |  |
|  | 2A            | Vipiteno Broncos | 2 | 1 | 4 |  |
|  | 2B            | Celje            | 4 | 0 | 1 |  |

|  | Pre-playoff 3 |               |   |   |   |  |
|  |               |               |   |   |   |  |
|  | 1B            | Bregenzerwald | 3 | 1 | 4 |  |
|  | 3A            | Gherdëina     | 1 | 4 | 3 |  |

Legenda: †: terminata ai tempi supplementari

## Play-off

### Pick
Le squadre classificate ai primi tre posti nel master round hanno potuto scegliere l'avversario dei quarti. La capolista Zell am See ha scelto i connazionali del Bregenzerwald; anche il Renon ha optato per il derby, scegliendo il Merano; il Kitzbühel ha scelto i Vipiteno Broncos. Il quarto accoppiamento è stato tra le restanti due squadre, Jesenice e Cortina, finaliste della stagione precedente.

### Tabellone
|  | Quarti di finale | Quarti di finale | Quarti di finale | Quarti di finale | Quarti di finale | Quarti di finale | Quarti di finale | Quarti di finale | Quarti di finale |   |   | Semifinali   | Semifinali | Semifinali | Semifinali | Semifinali | Semifinali | Semifinali | Semifinali | Semifinali |  |   | Finali      | Finali | Finali | Finali | Finali | Finali | Finali | Finali | Finali |  |  |
|  |                  |                  |                  |                  |                  |                  |                  |                  |                  |   |   |              |            |            |            |            |            |            |            |            |  |   |             |        |        |        |        |        |        |        |        |  |  |
|  | 1                | Zell am See      | 3                | 3                | 3                | 7                |                  |                  |                  |   |   |              |            |            |            |            |            |            |            |            |  |   |             |        |        |        |        |        |        |        |        |  |  |
|  | P3               | Bregenzerwald    | 1                | 2                | 1                | 3                |                  |                  |                  |   |   |              |            |            |            |            |            |            |            |            |  |   |             |        |        |        |        |        |        |        |        |  |  |
|  | P3               | Bregenzerwald    | 1                | 2                | 1                | 3                |                  | 1                | Zell am See      | 3 | 4 | 4            | 3          |            |            |            |            |            |            |            |  |   |             |        |        |        |        |        |        |        |        |  |  |
|  |                  |                  |                  |                  |                  |                  |                  |                  |                  | 3 | 4 | 4            | 3          |            |            |            |            |            |            |            |  |   |             |        |        |        |        |        |        |        |        |  |  |
|  |                  | P2               | Vipiteno Broncos | 1                | 2                | 1                | 0                |                  |                  |   |   |              |            |            |            |            |            |            |            |            |  |   |             |        |        |        |        |        |        |        |        |  |  |
|  | 3                | P2               | Vipiteno Broncos | 1                | 2                | 1                | 0                | Kitzbühel        | 4                | 1 | 3 | 1            |            |            |            |            |            |            |            |            |  |   |             |        |        |        |        |        |        |        |        |  |  |
|  | 3                |                  |                  |                  |                  |                  |                  | Kitzbühel        | 4                | 1 | 3 | 1            |            |            |            |            |            |            |            |            |  |   |             |        |        |        |        |        |        |        |        |  |  |
|  | P2               | Vipiteno Broncos | 5                | 2                | 5                | 2                |                  |                  |                  |   |   |              |            |            |            |            |            |            |            |            |  |   |             |        |        |        |        |        |        |        |        |  |  |
|  |                  |                  |                  |                  |                  |                  |                  |                  |                  |   |   |              |            |            |            |            |            |            |            |            |  | 1 | Zell am See | 1      | 4      | 4      | 4†     | 5      |        |        |        |  |  |
|  |                  |                  | 4                | HDD Jesenice     | 3                | 0                | 3                | 3                | 1                |   |   |              |            |            |            |            |            |            |            |            |  |   |             |        |        |        |        |        |        |        |        |  |  |
|  | 2                | Ritten-Renon     | 3                | 4                | 3                | 5                | 1                | 0                | 7                |   |   |              |            |            |            |            |            |            |            |            |  |   |             |        |        |        |        |        |        |        |        |  |  |
|  | P1               | Merano           | 0                | 3                | 4                | 2                | 2†               | 2                | 2                |   |   |              |            |            |            |            |            |            |            |            |  |   |             |        |        |        |        |        |        |        |        |  |  |
|  | P1               | Merano           | 0                | 3                | 4                | 2                | 2†               | 2                | 2                |   | 2 | Ritten-Renon | 1          | 2          | 3          | 3          |            |            |            |            |  |   |             |        |        |        |        |        |        |        |        |  |  |
|  |                  |                  |                  |                  |                  |                  |                  |                  |                  |   | 2 | Ritten-Renon | 1          | 2          | 3          | 3          |            |            |            |            |  |   |             |        |        |        |        |        |        |        |        |  |  |
|  |                  | 4                | HDD Jesenice     | 2†               | 3                | 4†               | 4†               |                  |                  |   |   |              |            |            |            |            |            |            |            |            |  |   |             |        |        |        |        |        |        |        |        |  |  |
|  | 4                | 4                | HDD Jesenice     | 2†               | 3                | 4†               | 4†               | HDD Jesenice     | 2†               | 4 | 7 | 1            | 7          |            |            |            |            |            |            |            |  |   |             |        |        |        |        |        |        |        |        |  |  |
|  | 4                |                  |                  |                  |                  |                  |                  | HDD Jesenice     | 2†               | 4 | 7 | 1            | 7          |            |            |            |            |            |            |            |  |   |             |        |        |        |        |        |        |        |        |  |  |
|  | 5                | Cortina          | 1                | 1                | 2                | 6                | 4                |                  |                  |   |   |              |            |            |            |            |            |            |            |            |  |   |             |        |        |        |        |        |        |        |        |  |  |

Lo Zell am See ha vinto per la prima volta il titolo della Alps Hockey League. Si tratta del primo titolo per una squadra austriaca. La finale, tra gli Eisbären e lo Jesenice, è stata la prima nella storia della competizione a vedere tra le protagoniste una compagine austriaca e la prima senza squadre italiane.

## Premi e riconoscimenti
Ethan Szypula, attaccante del Renon, è stato eletto MVP del torneo da parte della giuria di giornalisti. Dietro di lui, Max Zimmermann, portiere dello Zell am See, e Adam Capannelli, attaccante del Vipiteno.